# Roger Edward Reynolds
Roger Edward Reynolds (* 4. Juni 1936 in Denver; † 24. September 2014 in Mississauga) war ein US-amerikanischer Mediävist.

## Leben
Nach dem Highschoolabschluss in Denver erhielt er ein Stipendium für Harvard und erwarb 1958 den B.A., dem ein Jurastudium an der University of Chicago folgte, das er 1961 mit dem J.D. beendete. Danach kehrte er nach Harvard zurück, wo er vor allem von Giles Constable geprägt wurde. Mit einem Reisestipendium konnte er mit der Familie ein Jahr mit Handschriftenforschungen in den wichtigsten Bibliotheken Europas verbringen. Anschließend promovierte er 1968 zum Ph. D. und erhielt danach vier Stellenangebote, auf Anraten von Constable entschied er sich für die Carleton University, wo er als Assistant Professor (1968–1971), Associate Professor (1971–1977), und Professor für Geschichte (1977) lehrte. Dann wurde er 1977 Fellow des Pontifical Institute of Mediaeval Studies und Professor der University of Toronto. Schwerpunkte seiner Forschungen waren Liturgiegeschichte und kanonisches Recht des Mittelalters und damit verbunden verschiedene Aspekte der Kodikologie. Dazu gehörten Studien zu den Handschriften in beneventanischer Schrift, unter denen zahlreiche liturgische Codices überliefert sind. Dabei arbeitete er eng mit Virginia Brown zusammen. Nach deren vorzeitigem Tod 2009 konnte er mit deren wissenschaftlichem Nachlass in der Bibliothek des Instituts ein „Archivum Scripturae Beneventanae einrichten.“
Seit 1987 war er Mitglied der Zentraldirektion der MGH.

## Schriften (Auswahl)
- The ordinals of Christ from their origins to the twelfth century (= Beiträge zur Geschichte und Quellenkunde des Mittelalters. 7). de Gruyter, Berlin u. a. 1978, ISBN 3-11-007058-8.
- Law and liturgy in the Latin church, 5th – 12th centuries (= Collected Studies Series. 457). Variorum, Aldershot 1994, ISBN 0-86078-405-3.
- Clerics in the early Middle Ages. Hierarchy and image (= Variorum collected Studies Series. 669). Variorum, Aldershot 1999, ISBN 0-86078-808-3.
- als Herausgeber: The collectio canonum Casinensis duodecimi seculi (Codex terscriptus). A derivative of the South-Italian Collection in five books (= Pontifical Institute of Mediaeval Studies. Studies and Texts. 137 = Monumenta liturgica Beneventana. 3). Pontifical Institute of Mediaeval Studies, Toronto 2001, ISBN 0-88844-137-1.